# Château de Huntly
Le château de Huntly est un château en ruine à Huntly dans l'Aberdeenshire, région du nord de l'Écosse. Il s'agit de la demeure ancestrale du chef du clan Gordon, comte de Huntly. Il ne doit pas être confondu avec le château Huntly du XVe siècle, à l'ouest de Dundee et actuellement utilisé comme prison. 

## État actuel
Ce château de plan en L consiste à présent en une tour bien préservée de cinq étages avec un grand hall attenant, et d'autres bâtiments. Des parties de la façade ornée d'origine et de la maçonnerie subsistent. En revanche, il ne reste plus qu'un monticule de la motte castrale du XIIe siècle.

## Histoire

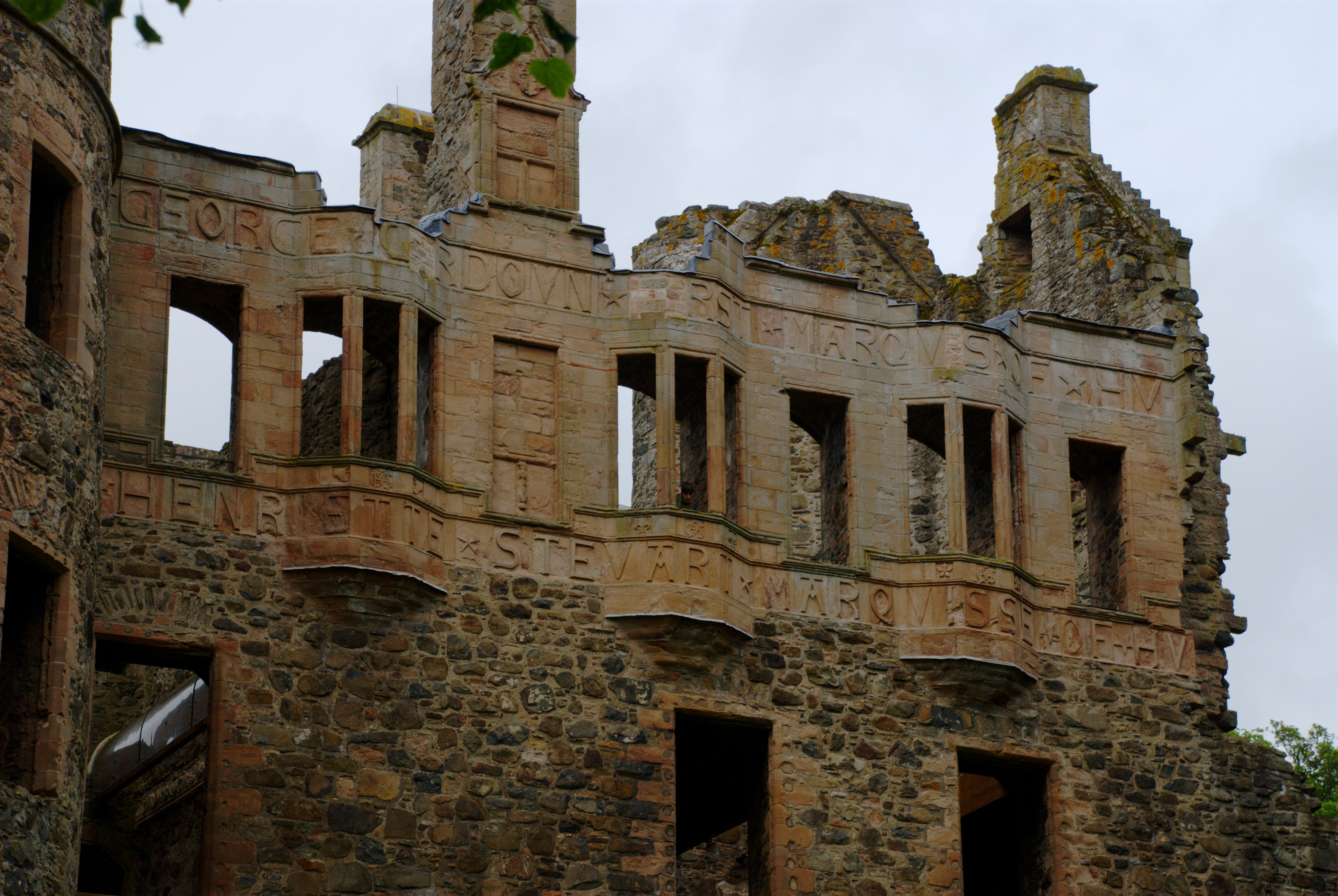
Inscriptions sur la façade

Nommé à l'origine Strathbogie, le château fut octroyé à Sir Adam Gordon de Huntly au XIVe siècle. Le roi Robert Ier d'Écosse fut un invité du château en 1307, avant sa victoire contre le comte de Buchan.
En 1449, le roi se trouva en conflit avec le puissant comte de Douglas et les Gordons prirent parti pour le roi. En 1452, alors que leurs hommes étaient dans le Sud du pays, le comte de Moray, allié des Douglas, profita de l'opportunité pour piller les terres des Gordon, incendiant le château de Huntly. Les Gordons revinrent et purent vaincre rapidement leurs ennemis. Bien que le château soit entièrement brûlé, une reconstruction en profondeur fut entreprise et un plus grand château fut bâti.
En 1496, le prétendant au trône d'Angleterre, Perkin Warbeck fut marié à Catherine Gordon au château de Huntly, un acte dont fut témoin le roi Jacques IV d'Écosse (en anglais James IV). 
Des ailes furent ajoutées au château aux XVIe et XVIIe siècles.
En 1640, l'endroit fut occupé par l'armée du gouverneur d'Écosse sous la responsabilité du général Robert Monro. D'après le pasteur de Rothiemay, petit village à une dizaine de minutes de Huntly, le château : « ne fut ni dévalisé ni endommagé, sauf pour certaines emblèmes et images, de nature papiste ; et par conséquent, sous l'application du capitaine James Wallace (un des capitaines des fantassins de Munro), elles furent détruites et enlevées du frontispice de la maison ; mais tout le reste du frontispice, contenant l'écusson des Huntly, etc., fut laissé intact, tel qu'il est en ce jour. »
Pris en octobre 1644, le château fut détenu un court instant par James Graham, contre le duc d'Argyll.
En 1647, Lord Charles Gordon défendit le château contre le général David Leslie, mais sa garnison irlandaise fut affamée et dut se rendre. Ils subirent un traitement sauvage, les hommes étant pendus et leurs officiers décapités. En décembre de cette même année, Huntly lui-même fut capturé ; sur la route de son exécution à Édimbourg, il fut détenu dans son propre château dans un raffinement de cruauté, son escorte étant abattue contre les murs. 
En 1650, Charles II d'Angleterre visita rapidement le château sur sa route pour la bataille de Worcester, où il fut vaincu par Oliver Cromwell. La longue occupation du château par la famille des Gordon prit fin avec la guerre civile.
Au début du XVIIIe siècle, le château commençait déjà à se délabrer, et les villageois y récupéraient des matériaux pour construire leurs propres maisons. En 1746, pendant la Rébellion jacobite, il fut occupé par les troupes du gouvernement britannique. Par la suite, il devint une sorte de carrière, jusqu'à ce qu'un antiquaire tente au XIXe siècle de sauver ce qui restait.
Le château resta en possession du clan Gordon jusqu'en 1923. Aujourd'hui, ses restes sont gérés par Historic Scotland, l'agence d'Écosse des monuments historiques.

## Source
- (en) Cet article est partiellement ou en totalité issu de l’article de Wikipédia en anglais intitulé « Huntly Castle » (voir la liste des auteurs).